# Sauvignon blanc
El sauvignon blanc és una varietat de cep blanca. El raïm de cep sauvignon blanc és menut, cilíndric i de maduració primerenca. El gra és mitjà, rodó i de color groc verdós. La pellofa és gruixuda. La polpa és consistent, dolça i aromàtica. El cep és conreat tradicionalment a la regió francesa de la Vall del Loira, i és resistent al fred.
El vi varietal de sauvignon blanc és d'una bona acidesa fruital, de complexitat aromàtica herbàcia i alt contingut alcohòlic. S'utilitza també, en cupatge amb altres varietats, per produir un vi dolç natural.
També s'anomena simplement sauvignon, encara que existeix una varietat de sauvigon gris, i és l'origen del cabernet sauvignon. És una varietat originària de les regions franceses de la vall del Loira i de Bordeus. El seu cultiu s'ha estès a Califòrnia, Nova Zelanda, Sud-amèrica i Sud-àfrica. A Catalunya s'utilitza com a varietat millorant en els cupatges de vi blanc. És una varietat autoritzada a les DO Alella, DO Catalunya, DO Conca de Barberà, DO Costers del Segre, DO Penedès i DO Tarragona, i també a la DO Utiel-Requena i DOC Alguer.

## Història
El raïm Sauvignon blanc té els seus orígens a l'oest de França a les regions de la vall del Loira i Bordeus. Les investigacions en curs suggereixen que es pot haver originat a partir de la varietat Savagnin, un raïm blanc que es cultiva a la vinya del Jura, principalment a la regió francesa del Jura, on es converteix també en els famosos vi jaune i vi de pases.
També s'ha relacionat amb la família Carmenere. En algun moment del segle xviii, la vinya es va maridar amb Cabernet Franc per cultivar la vinya Cabernet Sauvignon a Bordeus.Al segle xix, les plantacions a Bordeus es van intercalar sovint amb Sauvignon vert (a Xile, conegut com a Sauvignonasse) fins a arribar a la mutació rosa Sauvignon blanc i Sauvignon gris. Abans de l'epidèmia de fil·loxera, la plaga d'insectes que va devastar les vinyes franceses al segle xix, aquests esqueixos intercalats eren transportats a Xile, on les mescles de camp encara són habituals avui dia. Malgrat la similitud dels noms, el Sauvignon blanc no té cap relació coneguda amb la mutació Sauvignon rosé que es troba a la Vall del Loira de França.
Els primers esqueixos de Sauvignon blanc van ser portats a Califòrnia per Charles Wetmore, fundador de Cresta Blanca Winery, a la dècada de 1880. Aquests esqueixos provenien de les vinyes Sauternes de Château d'Yquem. Les plantacions es van produir bé a la vall de Livermore. Finalment, el vi va adquirir l'àlies de "Fumé Blanc" a Califòrnia per la promoció de Robert Mondavi el 1968. El raïm es va introduir per primera vegada a Nova Zelanda als anys 70 com a plantació experimental que es barrejava amb Müller-Thurgau.